# Jean-Lambert Tallien
Jean-Lambert Tallien (París, Regne de França, 25 de gener de 1767 - 16 de novembre de 1820) fou un revolucionari francès.

## Biografia
Fill d'un criat del marquès de Bercy, s'ha pretès que el marquès era el seu pare verdader, perquè el feu educar com als seus propis fills, mostrant-li un gran afecte. Fou, successivament, agent de negocis del repetit marquès, passant de procurador, escrivent i empleat subaltern en la redacció del Moniteur. Després fundà l'exaltat diari L'Ami des Citoyens, que només visqué uns mesos i que publicaria de nou després del 9 de termidor. El 10 d'agost de 1792 ocupava ja el càrrec de secretari de la Commune de París, i com a tal decretà gran nombre d'empresonaments, seguits d'execució.
| « | Els seus bons serveis, el feren distingir-se i se li feu l'honor de pensar en ell per organitzar la mateixa feina a Versalles. Quan es tractà de suprimir els presoners d'Estat portats d'Orleans, realitzant-la l'11 de setembre a satisfacció dels que l'havien nomenat. | » |

Membre la Convenció Nacional com a representant del departament del Sena i Oise, aviat es distingí per la seva violència, sobretot en el procés de Lluís XVI, en què arribà a demanar que es prohibís la defensa del monarca.
Enviat pel Comitè de Salvació Pública en missió a Tours, obri la porta a les seves violentes passions, traficant amb els passaports, entaulant relacions fructuoses amb els caps realistes i escandalitzant a tota la ciutat amb les seves orgies. El desig d'acabar amb els girondins, que de totes les regions de França acudien a Bordeus, el portà allà en missió, i on feu diner de tot: de les subsistències, de la llibertat i de la vida dels ciutadans. Una visita domiciliaria, seguida d'una requisa, el posà front a front de Teresa Cabarrús, la qual ja coneixia de París i que llavors estava en tot el seu apogeu de la seva joventut i bellesa. Detinguda poc després per alguna imprudència en aquells temps de denúncies i sospites, Teresa, des de la presó, invocà la protecció de Tallien, que acudí a la presó i alliberà la bella dona, que del calabós passà al palau del comissari de la Convenció.

La llegenda, fonamentada en una narració de la interessada pretén que el mateix Tallien donà l'ordre d'apressar-la per salvar-la del furor de la multitud, que anava a llançar-se sobre ella perquè havia contribuït a la fugida de 300 habitants de la ciutat perseguits pel tribunal revolucionari. Més tard Tallien acudí a la presó, i després d'una conversa en què els seus encants el subjugaren, la posà en llibertat, dient-li:
| « | <Ets lliure, ciutadana, i vaig al Comitè a explicar l'error de què has estat víctima.> | » |

des del moment en què Teresa feu vida comuna amb Tallien tota canvià: Bordeus, que no era més que un planter d'assetjaments i delacions, on només rebien premis els que s'oferien a desenvolupar el paper d'esbirros, no tenien la guillotina un sol moment de descans, veié transformar aquella era de matances i orgia de sang en una altra de luxe i plaers, en que Teresa Cabarrús dominava com a reina i senyora. Aquesta, malgrat que no s'havia divorciat del seu espòs, el senyor Fontenay, degué estar a la presó molt pocs dies, potser tan sols un, ja que el 25 de novembre de 1793 no havia estat empresonat encara, i el 30 de desembre, amb motiu d'una festa triomfal en honor de la presa de Toló, ja passejava al costat del procònsol en una carretel·la, tocada d'una gorra frígia.
Els devessalls de la nova parella eren extraordinaris, i com que la modesta indemnització del representant del poble no abastava per a cobrir-los, feien diners de tota el que els i venia a mà, i es pot afirmar que Tallien a Bordeus comercià amb la vida dels ciutadans, sent la seva amant la caixera, el qual no vol dir que Teresa, aprofitant-se de la suggestió que els seus encants exercien vers Tallien, no disminuís els mals de la desgraciada ciutat i poses en llibertat a molts empresonats i arranques molts caps a la guillotina, ni que el representant del poble no sofrís un canvi en el seu caràcter. És evident que fou atroç, violent i sanguinari durant molt temps, però acabà per a donar-se dels seus excessos, i la presència de la seva amant el preparà a la moderació, si bé seguí traient diners, per satisfer els seus capricis, de totes les fonts possibles. Les denúncies en la seua contra foren tant nombroses que hagué de marxar a París, el 22 de febrer de 1794, per a justificar-se davant la Convenció Nacional.
No aconseguí ésser escoltat, i s'adonà que Maximilien de Robespierre, aconsellat per Jullien, que havia anat a Bordeus a fer una investigació, estava decidit a empresonar-lo, junt amb la seva amant, la qual havia fugit a Orleans. De res li serviren els discursos pronunciats en la Convenció per vèncer l'antipatia de Robespierre, antipatia i odi encara més gran sobre Teresa, a la que feia verdadera responsable de tots els actes de Tallien. Decidit a suprimir-la, ordenà la seva detenció, que tingué lloc la nit del 30 al 31 de maig de 1794 a Versalles.
Des de la pudent presó de Petit-Force aconseguí mantenir correspondència amb el seu amant, i se cita una carta a la qual s'atribueix la caiguda de Robespierre, com sinó ni hagués prou per a ells els odis acumulats i la por dels conjurats, els quals caps devien caure al cap de pocs dies. En les sessions del 8 i 9 de termidor, el mot Tallien ressonà per llançar les més violentes acusacions contra Robespierre, afogant la seva veu al tractar de defensar-se. La seva mà, armada d'un punyal, arribà a amenaçar el pit del que havia estat fins llavors l'arbri't del govern; i no descansà fins a veure votat l'arrest del tirà i dels seus amics. Nomenat membre del Comitè de Salvació Pública, recolzà amb totes les seves forces la reacció termidoriana, afiliant-se a la seva dreta, i comprenent, junt amb els seus companys, quin era el verdader sentit de la popularitat que els envoltava, es dirigiren personalment a les presons per obrir les portes de bat a bat.
Un dels partidaris del sistema caigut atemptà contra la vida de Tallien el 9 de setembre; la Convenció s'alarmà, i atribuint la responsabilitat de la temptativa als jacobins, es decidí el tancament de la seva sala i el dipòsit de la clau en la secretaria del Comitè de Seguretat General. El 26 de desembre d'aquell mateix any es casà davant la municipalitat de París amb Teresa, anant a viure des d'aquella mateixa nit a la cas d'aspecte rústic, nomenada “La Chaumière”, ubicada en un extrem de París, que el caprici de Madame Tallien convertí en barri de moda. Sembla que Tallien resta esgotat després del 9 de termidor, i en la Convenció no arriba a desenvolupar cap paper preponderant. La necessitat de diners l'obliga a prostituir el seu comandament electiu en negocis, i la desaparició o mort del fill de Lluís XVI destruí totes les esperances que tenia posades en el restabliment de la monarquia. Marxà com a comissari de la Convenció a l'exèrcit de Lazare Hoche, a la Bretanya; en proclamar-se la Constitució de l'any V fou elegit membre del Consell dels Cinc-cents, prenent part com a tal en el cop d'Estat de Fructidor. Mentrestant, Teresa l'havia abandonat per a convertir-se en l'amant de Paul de Barras i d'Ouvrard, un dels més rics financers d'aquella època.
Tallien va marxar a Egipte, el 1798, acompanyant a la Comissió científica, desenvolupant el càrrec d'administrador dels béns nacionals en aquell país, fins que, destituït pel general Menou, arribà a Calais l'abril de 1801, després de romandre cert temps presoner dels anglesos, per haver estat capturat el vaixell que el conduïa a França per una fragata enemiga. Assabentat de les infidelitats de la seva esposa, es divorcià el 8 d'abril de 1802. Era l'únic dels termidorians que estava sense col·locació; Bonaparte no sentia cap simpatia per Tallien, però mercès a Joseph Fouché i Charles Maurice de Talleyrand-Périgord aconseguí el novembre de 1804 el càrrec de cònsol a Alacant. La necessitat l'obligà acontentar-se amb tan modesta feina al que havia estat president de la Convenció als vint-i-cinc anys i un dels principals actors del cop d'Estat del 9 de termidor.
La guerra de 1808 vingué a torbar la tranquil·litat de què gaudia a Espanya. El 1812 formava part del Gabinet del duc de Rovigo. El 1815 votà l'Acta addicional, raonant el seu vot en els registres de l'alcaldia. Durant la Restauració francesa s'intentà perseguir-lo, però assolí el perdó del monarca en una humil carta en que implorava les seves bondats i li exposava el miserable estat de la seva salut: havia perdut u ull i la gota el tenia rendit mesos sencers. Al suprimir-li el retir de cònsol, el 1816, sol·licità una ajuda d'Élie Decazes i acceptà l'hospitalitat que li oferia la seva antiga esposa, cedint-li La Chaumiére. Desproveït de recursos, es veié obligat a anar venent els seus llibres per poder alimentar-se, fins que un casual encontre amb Étienne-Denis Pasquier, ministre de Lluís XVIII, feu que el monarca li assenyales una pensió de 100 lluïsos. Morí sol, sense més companyia que la de la seva minyona. La seva filla Termidor, el marit de la qual era llavors secretari general de la prefectura de l'Orne, no es presentà a la casa fins dotze dies més tard, per a recollir el minso mobiliari del seu pare.